# Horné Plachtince
Horné Plachtince (in ungherese Felsőpalojta, in tedesco Berplachtintz) è un comune della Slovacchia facente parte del distretto di Veľký Krtíš, nella regione di Banská Bystrica.

## Storia
Il villaggio è citato per la prima volta nel 1244 con i nomi di Palata e Palojtha. Appartenne alle nobili famiglie dei Dobó e dei Dacsóy. Nel 1465 ottenne i privilegi di sede di mercato, ospitando un'importante fiera regionale. Nel XVI secolo passò ai Simonfy. Nel 1685 fu distrutto dai Turchi. Nel XIX secolo divenne proprietà ecclesiastica del capitolo di Rožňava.